# Color de género
El color de género se refiere al contrato social que existe al otorgarle un color predeterminado a un grupo de individuos del mismo género, para categorizarlos dentro de grupos simples que entran en la sociedad. Esto ha pasado de ser una simple convención a formar parte de uno de los más grandes estereotipos relacionados con el género y ha logrado hacer a los colores femeninos menos apreciados que a los que se les otorgan valores masculinos.
	Estas convenciones las vemos a diario en diferentes ámbitos de nuestras vidas: el social, profesional y personal. Socialmente, estamos acostumbrados a ver a un bebé envuelto en una cobija celeste y asumir que se trata de un varón. Profesionalmente, o en el ámbito educativo, a los niños y niñas se les ofrecen diferentes tipos de materiales con estos dos colores, marcados para categorizarlos. En nuestra vida personal, la mercadotecnia aprovecha estos estereotipos y convenciones para relacionar estos colores a eventos o productos específicos, un ejemplo muy claro de esto es el listón rosa de cáncer de mama y toda la campaña detrás de este color.
El azul como color para niño y el rojo como color para niña; pero esto era diferente alrededor del siglo XIX, donde el color preferente para vestir a los infantes varones era el rojo. Esto no era una sorpresa, ya que según la psicología del color, el color rojo es «el color pasional». Ahora bien, el rojo ha sido considerado un color masculino a través de la historia ya que representa fuerza, vigor y valor, que son características «masculinas» y el rosa, como su apodo indica, era la versión infantil de este color, mientras que el celeste es apacible, pasivo e introvertido, todas características «femeninas».
Otra incoherencia dentro de la categorización de los géneros es considerar el rojo y el azul como colores contrarios o negativos. Según la psicología del color, el contrario del rojo es color celeste, y el contrario del azul es el rojo (color que anteriormente fue mayormente atribuido a lo masculino)
Un claro ejemplo de lo cambiante de la categorización del género a través de lo material o exterior son los vestidos. Jeanne Maglaty comenta que, a finales del siglo XIX, era normal que los niños de hasta siete años usaran vestidos blancos, cabello largo y sombreros excéntricos con plumas, ya que era un estilo neutro para infantes. Este estilo, más que actuar como una moda, aligeraba la carga de las madres, ya que tenía como fin una practicidad que era: el blanco era fácil de aclarar y lavar, y la falda hacía la tarea del cambio de pañales o visitas al baño un procedimiento más rápido y eficiente.
Poco a poco, estas convenciones de vestir a los varones de blanco y con vestidos empezaron a perderse y se empezaron a volver colores y ropa primordialmente para las niñas. El momento clave del cambio radical a la diferenciación de género por medio de los colores fue en 1940, cuando la tienda departamental Jenner y Beane publicó en su catálogo una declaración imperativa: «El rojo es para niñas y el azul es para niños».
A partir de esta simple frase, las convenciones del color de género, que ya para entonces estaban en peligro, dieron una vuelta de 180 grados y se hicieron mucho más fuertes, ya que esta declaración no era solo una tradición, sino una sentencia de una moda que hasta el día de hoy prevalece. Phillip Cohen dijo a una entrevista que, esta declaración, no fue más que una estrategia de lo que sería la mercadotecnia moderna en sus raíces más notables, los humanos necesitamos la reafirmación de lo que somos, y qué mejor que un color para reafirmar nuestro sexo y nuestras posibilidades.

## Problemática
Estas convenciones convierten al color de género en un estereotipo. Un estereotipo está conformado de tres razones para existir: Ayudarnos a explicar un fenómeno (ir de lo específico a lo general), apoyarnos para salvar energía (utilizar generalizaciones) y volverse una creencia de grupo (crear estas generalizaciones). El color de género existe por estas tres condiciones y no solo eso, es más que una simple convención, es un estereotipo.
La problemática se encuentra cuando no nos damos cuenta del efecto que estas asociaciones de color tienen en los jóvenes en quienes son impuestas. Un experimento llevado a cabo por el British Journal of Pshycology demostró que después de ser expuestos a las normas de color de género, los niños y niñas empezaban a aplicar estos conocimientos cuando se les daba la tarea de amueblar su cuarto como les pareciera mejor; en especial, las niñas que participaron en el experimento eligieron una proporción del 90% de muebles color rosa, mientras que los niños eligieron un poco más del 55% de sus muebles de color azul y el 20% verde (que también es considerado masculino para niños que ya no figuran como infantes). Estas normas ejercen una presión en los jóvenes por aceptar estas convenciones como ciertas e irrefutables y un sentido de no pertenencia cuando no se sienten atraídos a estas convenciones.
Últimamente, existe un avance dentro de esta problemática, pero con un sesgo hacia los colores masculinos. Empresas completas han extendido la gama de colores asignada a los hombres, utilizando casi todos los colores dentro de las posibilidades, mientras que aún se siguen usando colores rosas y claros en productos y publicidad dirigidos a mujeres.
Hace unos años se realizó un experimento en el que un aula era tratada categorizando a los grupos por género. En ella, las niñas usaban materiales rosas y los niños usaban azules; la maestra tenía que generalizar si «las niñas hacían un buen trabajo» o si «los niños estaban prestando atención». En un segundo salón se les hablaba por nombre a todos y todos los materiales eran iguales, además de que se individualizaban los méritos. Se encontró que el primer salón tenía estereotipos creados sobre cada grupo y que habían creado roles de género; el segundo grupo se mantuvo como un ambiente amigable y sereno. Este experimento se repitió con colores varios y los resultados siempre fueron los mismos. Esto nos indica que los estereotipos sobre un color «de niña» o «de niño» son creados mucho antes de que nuestras mentes estén completamente desarrolladas y podamos pensar críticamente.